# الكنيس الجديد (برلين)
الكنيس الجديد هو كنيس يقع في برلين، ألمانيا. تم افتتاحه في 1866.

## التاريخ
تم بناء الكنيس الجديد لخدمة السكان اليهود المتزايدين في برلين، ولا سيما المهاجرين من الشرق.وقد كان أكبر كنيس يهودي في ألمانيا في ذلك الوقت، حيث كان يستوعب 3000 شخص. عكست الخدمات الدينية التطورات الليبرالية في المجتمع اليهودي في ذلك الوقت.